# 众议院 (卢森堡)
众议院（卢森堡语：D'Chamber）是卢森堡的一院制国家立法机关。议员60名，任期5年。众议院的主要职责是表决法案，并拥有監督公共財政和政府的权力。众议院的日常事务由议长和副议长负责。

## 历史
盧森堡眾議院前身是1841年設立的莊園議會，由34名成員組成。在荷蘭國王兼盧森堡大公威廉二世的絕對君主制下，莊園議會的立法權力受到很大限制：它不能做出決定，並且對大公僅具諮詢作用，只有大公才能提出法律，議會每年只開會15天，而且這些會議都是秘密舉行的。
1848年在法國和其他地方民主革命的氣氛下，卢森堡引入了君主立憲制，議會改稱為眾議院，擁有完整立法權，即有權提出和修改法律，決定預算並進行調查，并举行公開會議。然而1856年威廉三世发动1856年盧森堡政變，莊園議會恢复，莊園議會拥有立法權，但大公在一定可以拒绝批准和頒布议会通过的法律，预算也不再需要每年审查，並且成立國務委員會，作為對眾議院的監督，可以就擬議的法案和法規提出意見。
1868年在卢森堡危机与1867年倫敦條約签订確認盧森堡的中立性和獨立性之后，卢森堡對憲法進行了修改，以在1848年的自由和1856年的威權憲法之間達成妥協。眾議院恢复设置，并獲得了大部分權力，然而，大公仍然行使行政權，並與众议院一起行使立法權。
第二次世界大戰期間，1940年至1944年德國佔領盧森堡期間，众议院被納粹德國解散，直到1944年7月卢森堡解放，同年12月6日众议院恢复。

## 权力
盧森堡憲法第四章規定了眾議院的職能，其中第一條規定眾議院的宗旨是代表國家。盧森堡是一個議會制國家，所有法律都必須由眾議院通過。每項法案必須在眾議院提交兩次投票，兩次投票之間的間隔至少為三個月，才能成為有效法律。

## 选举

### 選舉制度

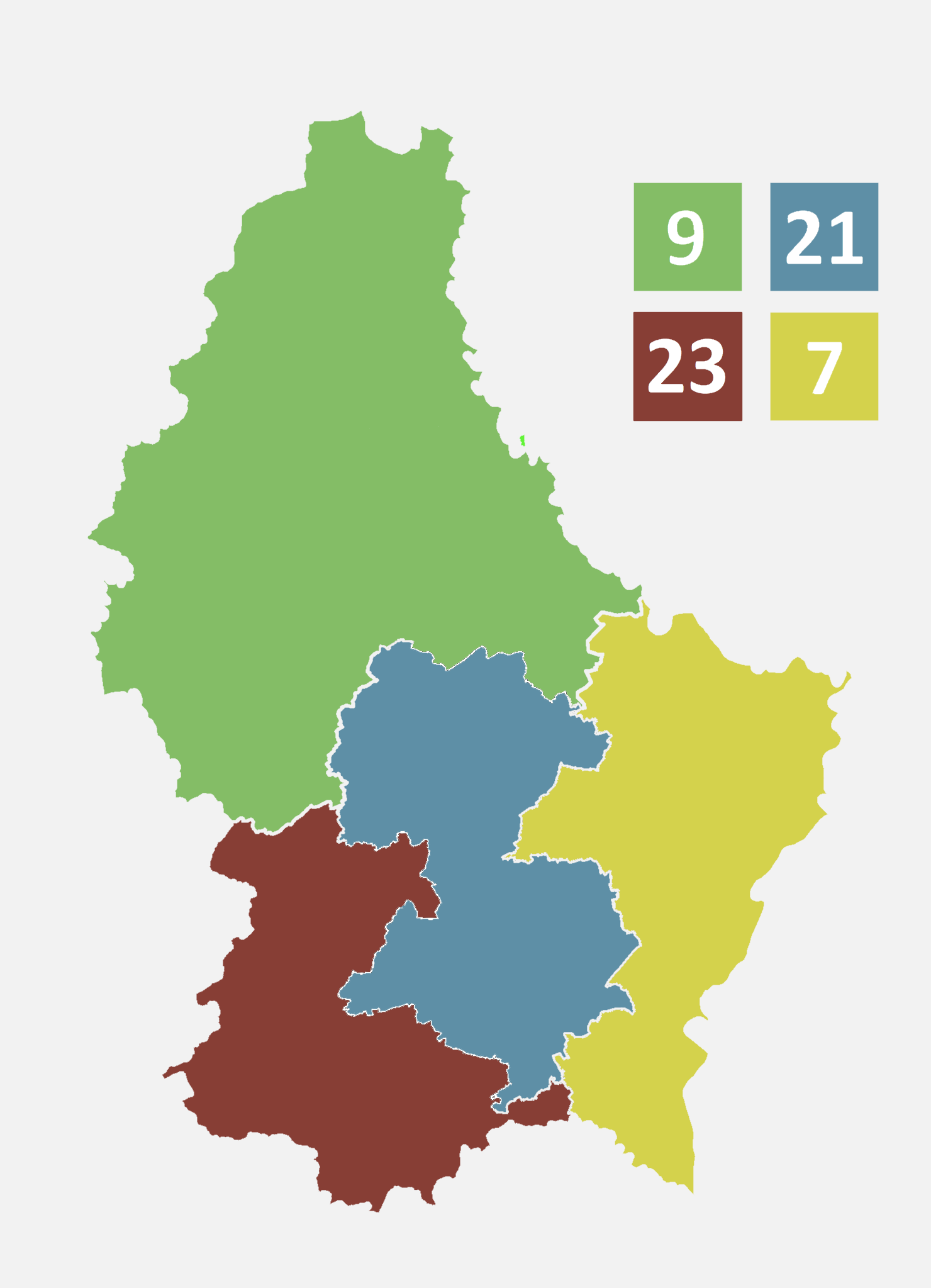
盧森堡選區地圖及席次數

盧森堡眾議院的60名議員在四個多席次選區中，以開放名單比例代表制選舉產生；四個選區和席次数分别是：北部選區9個、東部選區7個、南選區23個，中部選區21個。選民可以投票给一個政黨名單，或个别候选人，投票给个别候选人的选民可以投票给超过一名候选人，最多可以投票支持選區席次数相同多候选人。居住在盧森堡且年齡在75歲以下的盧森堡公民必被要求强制投票。